# Chen Ping (actrice)
Pour les articles homonymes, voir Chen.
Chen Ping (de son vrai nom Chen Shu-xia) est une actrice taïwanaise, née en 1948, ayant fait carrière à Taïwan et Hong Kong.

## Biographie
Elle commence sa carrière à l'âge de 16 ans sur recommandation de Ko Chun-hsiung. Actrice "voluptueuse",elle entre en 1972 aux studios Shaw Brothers où elle est remarquée pour son rôle dans Kiss of Death. Elle se spécialise alors (volontairement ou non) dans les rôles de personnages sexy souvent dénudés, étant l'une des rares actrices de premier plan du studio à apparaitre seins nus mais assure parfois des rôles dramatiques habillés (The Empress Dowager), et participe à une coproduction internationale de prestige, La Brute, le Colt et le Karaté avec Lee Van Cleef.

## Filmographie
Elle tourne au moins 64 films, dont :
- 1974 : The Golden Lotus : Pang Chun-mei, une soubrette
- 1975 : The Empress Dowager : la concubine Jin
- 1975 : La Brute, le Colt et le Karaté : mademoiselle Wang
- 1975 : Black Magic (film, 1975) : madame Wang, épouse de monsieur Wang
- 1976 : The Last Tempest : la concubine Jin
- 1976 : The Sexy Killer :  Gao Wan-fei, une jeune infirmière lasse de l'impuissance des autorités judiciaires